# Казанбаси
Казанбаси́ (каз. Қазанбасы) — село у складі Аулієкольського району Костанайської області Казахстану. Входить до складу Казанбаського сільського округу.
Населення — 564 особи (2021; 796 у 2009, 806 у 1999, 777 у 1989).